# Ce'elim
Ce'elim (hebrejsky צֶאֱלִים, v oficiálním přepisu do angličtiny Ze'elim, přepisováno též Tze'elim) je vesnice typu kibuc v Izraeli, v Jižním distriktu, v Oblastní radě Eškol.

## Geografie
Leží v nadmořské výšce 147 metrů na severozápadním okraji pouště Negev; v oblasti která byla od 2. poloviny 20. století intenzivně zúrodňována a zavlažována a ztratila charakter pouštní krajiny. Jde o zemědělsky obdělávaný pás přiléhající k pásmu Gazy a navazující na pobřežní nížinu. Jihozápadně od vesnice ovšem ostře začíná zcela aridní oblast pouštního typu zvaná Cholot Chaluca. Podél severovýchodního okraje kibucu protéká vádí Nachal Besor.
Obec se nachází 30 kilometrů od břehu Středozemního moře, cca 100 kilometrů jihojihozápadně od centra Tel Avivu, cca 92 kilometrů jihozápadně od historického jádra Jeruzalému a 25 kilometrů západně od města Beerševa. Ce'elim obývají Židé, přičemž osídlení v tomto regionu je etnicky převážně židovské.
Ce'elim je na dopravní síť napojen pomocí lokální silnice 222, ze které tu k severu odbočuje lokální silnice 234.

## Dějiny
Ce'elim byl založen v roce 1947. Zakladateli osady byla skupina Židů z Maďarska. Během války za nezávislost v roce 1948 byl kibuc základnou izraelské armády. Vesnice je pojmenována podle místního druhu stromů tamaryšku, které první osadníci chybně identifikovali jako stromy zmiňované v Bibli pod jménem Ce'ela (צאלה) - dnes identifikovány jako akácie. Na konci války se osadníci z kibucu stáhli a založili vesnici Kfar ha-Choreš v Galileji. Opuštěnou osadu pak v lednu 1949 nově osídlila skupina Židů z Evropy a severní Afriky.
Místní ekonomika je založena na zemědělství, podnikání a turistickém ruchu (ubytovací kapacity). Kibuc přijal v poslední době řadu židovských imigrantů ze zemí bývalého SSSR v rámci programu Bajt rišon be-moledet (První dům ve vlasti). V obci funguje zařízení předškolní péče o děti, plavecký bazén, sportovní areály, obchod se smíšeným zbožím, synagoga a společná jídelna.
Jižně od vesnice leží areál základny izraelské armády. 17. července 1990 zde došlo během výcviku k neštěstí, při kterém bylo pět vojáků zabito a deset zraněno. Podobný incident se tu opakoval i 3. listopadu 1992. Opět bylo zabito pět vojáků a šest jich bylo zraněno.

## Demografie
Obyvatelstvo kibucu je sekulární. Podle údajů z roku 2014 tvořili naprostou většinu obyvatel v Ce'elim Židé (včetně statistické kategorie "ostatní", která zahrnuje nearabské obyvatele židovského původu ale bez formální příslušnosti k židovskému náboženství).
Jde o menší obec vesnického typu s dlouhodobě stagnující populací. K 31. prosinci 2014 zde žilo 436 lidí. Během roku 2014 populace stoupla o 3,6 %.
| Rok            | 1948 | 1961 | 1972 | 1983 | 1995 | 2001 | 2003 | 2004 | 2005 | 2006 | 2007 | 2008 | 2009 | 2010 | 2011 | 2012 | 2013 | 2014 |
| -------------- | ---- | ---- | ---- | ---- | ---- | ---- | ---- | ---- | ---- | ---- | ---- | ---- | ---- | ---- | ---- | ---- | ---- | ---- |
| Počet obyvatel | 268  | 148  | 189  | 342  | 408  | 439  | 445  | 434  | 439  | 418  | 404  | 417  | 441  | 418  | 413  | 417  | 421  | 436  |